# Джантар-Мантар (Дели)
Джантар-Мантар (хинди जंतर मंतर, दिल्ली) — одна из пяти обсерваторий, построенных махараджой Савай Джай Сингхом II, задачи которой сводятся к ревизии календаря и астрономических таблиц. Обсерватория находится в Нью-Дели и состоит из 13 архитектурных астрономических приборов. Есть мемориальная доска, установленная на одну из структур обсерватории в Нью-Дели, которая была размещена там в 1910 году, где ошибочно указывалась дата строительства 1710 год. Последние исследования показали, что фактический год строительства обсерватории — 1724.
Главная цель обсерватории — составление астрономических таблиц, предсказание время и движение Солнца, Луны и планет.

## Назначение отдельных частей обсерватории
Существуют хорошо видимые инструменты в пределах обсерватории: Самрат-Янтра, Рам-Янтра, Джайяпракаш и Мишра-янтры.
1. Самрат-Янтра (Высший инструмент) — крупный треугольник, который по существу равен солнечным часам. Он имеет 39-метровую гипотенузу, которая параллельна Земной оси и точке по отношению к Северному полюсу. Со всех сторон треугольник — это квадрант со шкалами, указывающие часы, минуты и секунды. Самрат-Янтра была построена как точный инструмент на основе солнечных часов, хотя такие уже существовали до её строительства, для точного измерения отклонений в координатах различных небесных тел.
2. Джаяпракаш-Янтра состоит из выдолбленных полушарий с отметками на их вогнутых поверхностях. Перекрёсты были протянуты между точками на их оправах. Изнутри Рамы наблюдатель может выровнять положение звезды с различными отметками или оконным краем.
3. Мишра-Янтры могли указывать, когда был полдень в различных городах мира и являются единственными сооружениями, не изобретёнными Савай Джай Сингхом

## Другие обсерватории
В период между 1727 и 1734 годами Джай Сингх II построил подобные обсерватории, Янтра-Мантры, в Западно-Центральной Индии, все известны под такими же именами: в Джайпуре, Удджайне, Матхуре, Варанаси. Сегодня обсерватория, которая имеет важное значение в истории астрономии, является преимущественно туристическим аттракционом.